# Evros
Evros (grekiska: Έβρος) är en grekisk regiondel (perifereiakí enótita), till 2010 prefekturen Nomós Évrou, i regionen Östra Makedonien och Thrakien. Regiondelen har cirka 143 791 invånare (1991) och huvudstaden är Alexandroupoli. Den totala ytan på regiondelen är 1 793 km².

## Administrativ indelning
Prefekturen var indelad i 13 kommuner. Den nya regiondelen är indelad i 5 kommuner.

- Dimos Alexandroupoli
- Dimos Didymoteicho
- Dimos Orestiada
- Dimos Samothrace
- Dimos Soufli